# Selenobrachys
Genre
Selenobrachys est un genre d'araignées mygalomorphes de la famille des Theraphosidae.

## Répartition
Les espèces de ce genre sont endémiques des Philippines.

## Liste des espèces
Selon World Spider Catalog (version 26, 18/04/2025) :
- Selenobrachys philippinus Schmidt, 1999
- Selenobrachys ustromsupasius Acuña, Dumbrique, Ranido, Ragasa, Noriega, Mayor, Florendo, Fadri, von Wirth, Santiago-Bautista & Guevarra, 2025

## Systématique et taxinomie
Ce genre a été décrit dans les Theraphosidae en 1999 par Günter E. W. Schmidt (d). En 2012, il est placé en synonymie avec Orphnaecus par West, Nunn et Hogg puis, en 2025, est relevé de synonymie par Acuña et al..

## Publication originale
- (de) Günter E. W. Schmidt, « Selenobrachys philippinus gen. et sp. n. (Araneae: Theraphosidae: Selenocosmiinae), eine neue Theraphosidae sp. von der Insel Negros (Philippinen) », Arachnologisches Magazin, Allemagne, vol. 7, nos 5/6,‎ 1999, p. 1-13 (ISSN 0944-8667).